# Pawiloma multilunatula
Pawiloma multilunatula är en insektsart som beskrevs av Gustav Breddin 1901. Pawiloma multilunatula ingår i släktet Pawiloma och familjen dvärgstritar. Inga underarter finns listade i Catalogue of Life.